# Kapelle St. Sebastian (Batzenhofen)

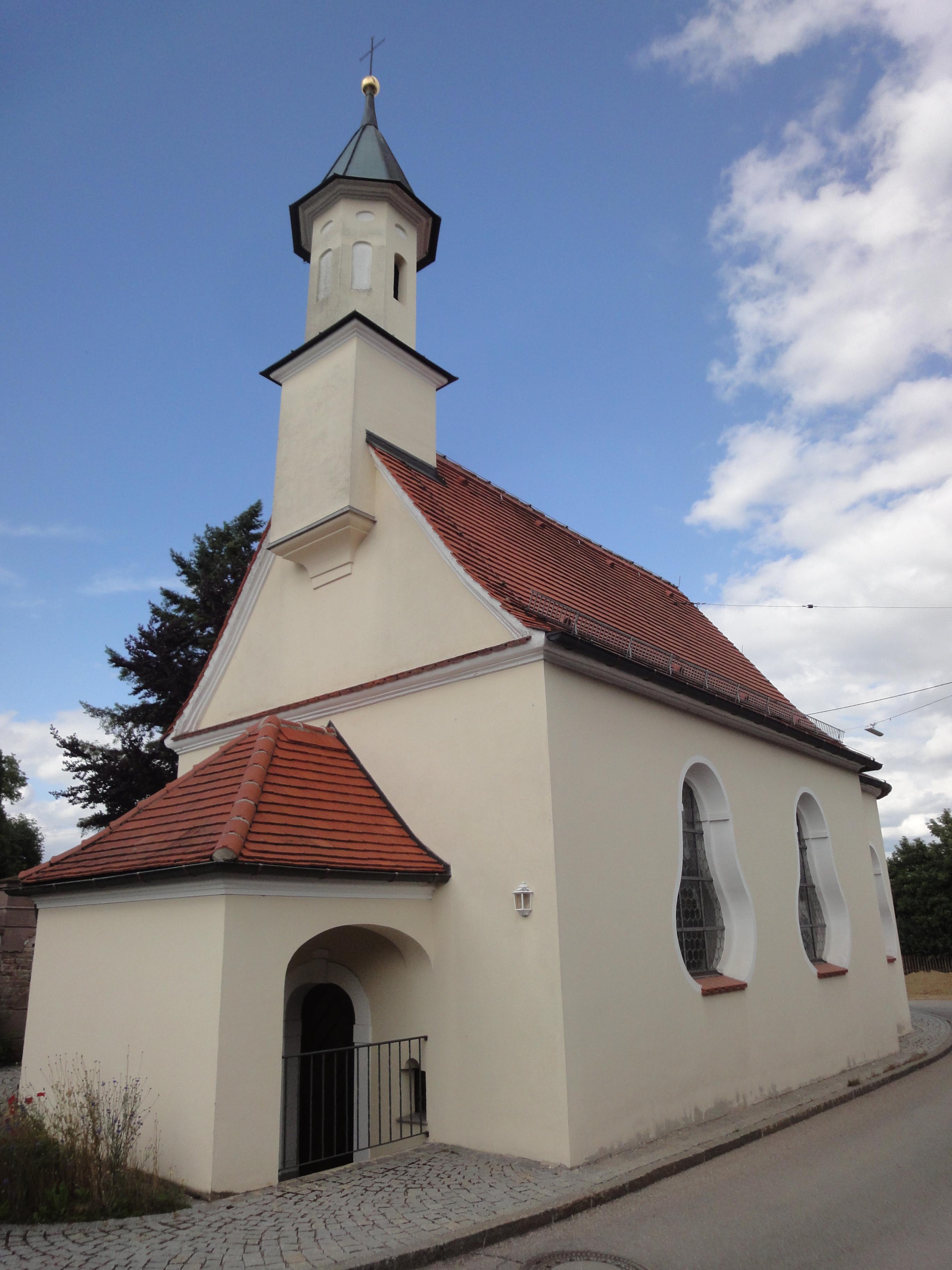
Kapelle St. Sebastian

Die Kapelle St. Sebastian ist eine römisch-katholische Dorfkapelle im Gersthofener Stadtteil Batzenhofen. Sie liegt am Nordrand des Ortes, bevor der Friedhof anschließt. Die Kapelle ist ein geschütztes Baudenkmal.

## Geschichte und Beschreibung
Die Sebastianskapelle ist der Nachfolgebau einer Kapelle, die bereits 1575 erwähnt wurde und das Patronat Johannes des Täufers trug. Die heutige Kapelle ist dem hl. Sebastian geweiht und wurde 1766 durch den Maurermeister Pontian Hübner und den Zimmermeister Bartholomäus Schnitzler als Saalbau mit eingezogenem, halbrund geschlossenem Chor und westlichem Dachreiter errichtet. Der Riss soll von Bernhard Nigg stammen. Neben einer teilweisen Kostenübernahme durch das Stift St. Stefan in Augsburg wurden durch die Einwohner Batzenhofens, Rettenbergens und Holzhausens Frondienste und Geldbeträge geleistet.
Die Fresken im Inneren wurden 1877 durch A. Bourier geschaffen. 1972 erfolgte eine Renovierung.